# Partielle Schmelze
Partielle Schmelze (auch: Teilschmelze, Partielle Anatexis) bezeichnet in den Geowissenschaften das Produkt eines Schmelzprozess im Erdinneren, bei dem das feste Gesteinsmaterial bei einer vorherrschenden Temperatur zu einem Teil aufgeschmolzen wird.
Gesteine, wie zum Beispiel Granit oder Basalt, sind meist aus mehreren verschiedenen Mineralkomponenten aufgebaut. Plutonite, wie der Granit, zeigen dabei Korngrößen von mehreren Millimetern bis Zentimetern, während Vulkanite, wie der Basalt, wegen der wesentlich schnelleren Abkühlung sehr geringe Korngrößen aufweisen und somit meist eine diffuse Gesteinsmatrix zeigen.
Werden Gesteine langsam erhitzt, ist zu beobachten, dass sich das Material bei einer bestimmten Temperatur nicht vollständig verflüssigt, sondern nur zu einem Teil aufschmilzt. Das liegt daran, dass die verschiedenen Mineralkomponenten, die ein Gestein bilden, unterschiedliche Schmelztemperaturen aufweisen und daher nicht zwangsläufig zur gleichen Zeit aufgeschmolzen werden.
Während einige Minerale bereits vollständig verflüssigt sind, können andere noch in festem Zustand vorliegen. Entsprechend wird bei Gesteinen nicht von einer Schmelztemperatur gesprochen, sondern vom Schmelzbereich. Dabei wird die Temperatur, bei der noch das ganze Gesteinsgefüge in festem Zustand vorliegt, als Solidus bezeichnet. Die Temperatur, bei der alle Komponenten eines Gesteins vollständig geschmolzen sind, heißt Liquidus.
Innerhalb des Schmelzbereiches liegt die partielle Schmelze vor, deren chemische Zusammensetzung folglich vom Schmelzgrad, also vom Anteil des bereits geschmolzenen Gesteins, abhängt. Wird die partielle Schmelze durch einen Vulkan eruptiert spiegelt sich die Zusammensetzung in der Lava wider. Somit lässt die chemische Analyse von Vulkangestein Rückschlüsse auf die ungefähre Tiefe der Magmenentstehung und auf das Ausgangsgestein zu.
Eine ausgedehnte Zone mit partieller Schmelze stellt die Asthenosphäre dar, die im oberen Mantel unterhalb der Lithosphäre liegt und durch seismologische Methoden entdeckt wurde. Durch die partielle Schmelze sind hier die Ausbreitungsgeschwindigkeiten seismischer Wellen herabgesetzt.